# PPZR Grom
Die PPZR Grom (Przenośny Przeciwlotniczy Zestaw Rakietowy Grom, auf Deutsch: tragbare Flugabwehrraketensatz „Donner“) ist ein polnisches schultergestütztes Kurzstrecken-Flugabwehrraketensystem.

## Entwicklungsgeschichte
In der Volksrepublik Polen wurden seit den 1970er-Jahren Einmann-Flugabwehr-Lenkwaffen in Lizenz hergestellt. Zunächst erfolgte die Produktion der sowjetischen Strela-2M, die bei den polnischen Streitkräften als Strzala-2M geführt wird. Danach sollte die 9K38 Igla hergestellt werden, was aber aufgrund des Zerfalls der Sowjetunion und der Auflösung des Warschauer Vertrages nicht mehr erfolgte.
Bereits Anfang der 1990er-Jahre entwickelte Mesko ein MANPADS-Muster, das der Igla ähnlich war. Auch sollen Geheimdienst-Informationen über die Optoelektronik eingeflossen sein, die der polnische Auslandsgeheimdienst beschafft haben soll. Bereits 1995 wurden die ersten Grom beim polnischen Militär eingeführt, die noch eine Reihe von aus Russland importierten Komponenten enthielten. Mit der Zeit wurden diese Komponenten rekonstruiert, verbessert und eine Produktion im Inland aufgebaut. Ende der 1990er-Jahre wurde bei der Herstellung ausschließlich auf in Polen hergestellte Komponenten zurückgegriffen und ein Export des Waffensystems setzte ein.
Im Jahr 2021 wurde die 3000. Grom hergestellt.

## Technik
Die PPZR Grom ist eine mit einem passiven Zielsuchkopf ausgerüstete Einmann-Flugabwehr-Lenkwaffe, deren Detektor im IR-Bereich arbeitet. Sie funktioniert nach dem Fire-and-Forget-Prinzip, das heißt, dass nach dem Abfeuern das Ziel von der Rakete selbstständig angesteuert wird, indem eine Wärmestrahlungsquelle verfolgt wird, z. B. die Abgase eines Hubschraubers oder eines Flugzeuges.
Nach dem Start besteht zwischen dem Starter und der Rakete keine Verbindung mehr. Die effektive Bekämpfungsreichweite beträgt etwa 5.500 m, die maximale Bekämpfungshöhe beträgt etwa 3.500 m.
Als Antrieb dient ein Feststoff-Raketenmotor, der gezündet wird, nachdem die von einer Gasladung ausgestoßene Rakete das Startrohr einige Meter verlassen hat. Der Splitter-Sprengkopf wird ausschließlich durch Aufschlag gezündet, das heißt, die Rakete muss das Ziel direkt treffen.

## Versionen
- Grom: Das Basismodell.
- Grom E1 und Grom E2: Verbesserte Version, die in den 2000er-Jahren vor allem in den Export ging.[5]
- Grom-M/PPZR Piorun: Grundlegend modernisierte Version, die vom Hersteller nur noch als PPZR Piorun vermarktet wird. Durch leistungsfähigere digitale Computerkomponenten wurde die Störresistenz nochmals signifikant gesteigert.

## Verbreitung
- Georgien: Im Jahr 2007 wurden 100 Grom-E2-Raketen und 30 Starter gekauft.[6][5]
- Indonesien: In den 2000er-Jahren wurden insgesamt 169 Systeme ausgeliefert.[6]
- Litauen: Von 2014 bis 2018 wurden im Rahmen eines 34-Millionen-Euro-Deals insgesamt 80 Grom E2 ausgeliefert.[6]
- Polen: Standard-Einmann-Flugabwehrrakete der polnischen Streitkräfte.
- Prorussische Separatisten in der Ukraine: Grom-MANPADS wurden im Russisch-Ukrainischen Krieg im Jahr 2014 von pro-russischen Separatisten verwendet und konnten von den ukrainischen Streitkräften erbeutet werden. Die erbeuteten Grom-E2 waren mit russischen Teilen der 9K38 ausgestattet. Markierungen auf dem Starterrohr weisen darauf hin, dass die erbeuteten Grom im Jahr 2007 hergestellt wurden. Dabei handelt es sich gemäß diverser Quellen um Geräte, die nach Georgien exportiert, im Kaukasuskrieg 2008 von den russischen Truppen erbeutet und danach mutmaßlich den Separatisten übergeben wurden.[5] Russland hat bis jetzt nicht auf eine Anfrage geantwortet, wie die Waffen in die Ukraine kamen.[7]
- Japan: Geringe Anzahl für Testzwecke beschafft.